# Don Dokken
Don Dokken (29 de junho de 1953) é o nome artístico de Donald Maynard Dokken, vocalista da banda estadunidense de hard rock e heavy metal Dokken, até hoje na ativa. Ficou conhecido no meio musical antes mesmo de gravar seu disco, já que ele fizera os vocais de guia do álbum Blackout do Scorpions, em razão de Klaus Meine estar adoentado. Ele também participou da gravação da Musica Stars, do Album Hear N' Aid, do Dio, que foi feito com participação de vários artistas.